# Катастрофа A320 под Карачи
Катастрофа A320 под Карачи — крупная авиационная катастрофа, произошедшая в пятницу 22 мая 2020 года. Авиалайнер Airbus A320-214 авиакомпании Pakistan International Airlines (PIA) выполнял внутренний рейс PK-8303 по маршруту Лахор—Карачи, но рухнул на жилой район во время второго захода на посадку в аэропорту Карачи. Катастрофа произошла после того, как УВД Карачи потеряло связь с самолётом. Из находившихся на его борту 99 человек (91 пассажир и 8 членов экипажа) выжили 2; также ранения получили 8 человек на земле (1 из них умер 31 мая).

## Самолёт

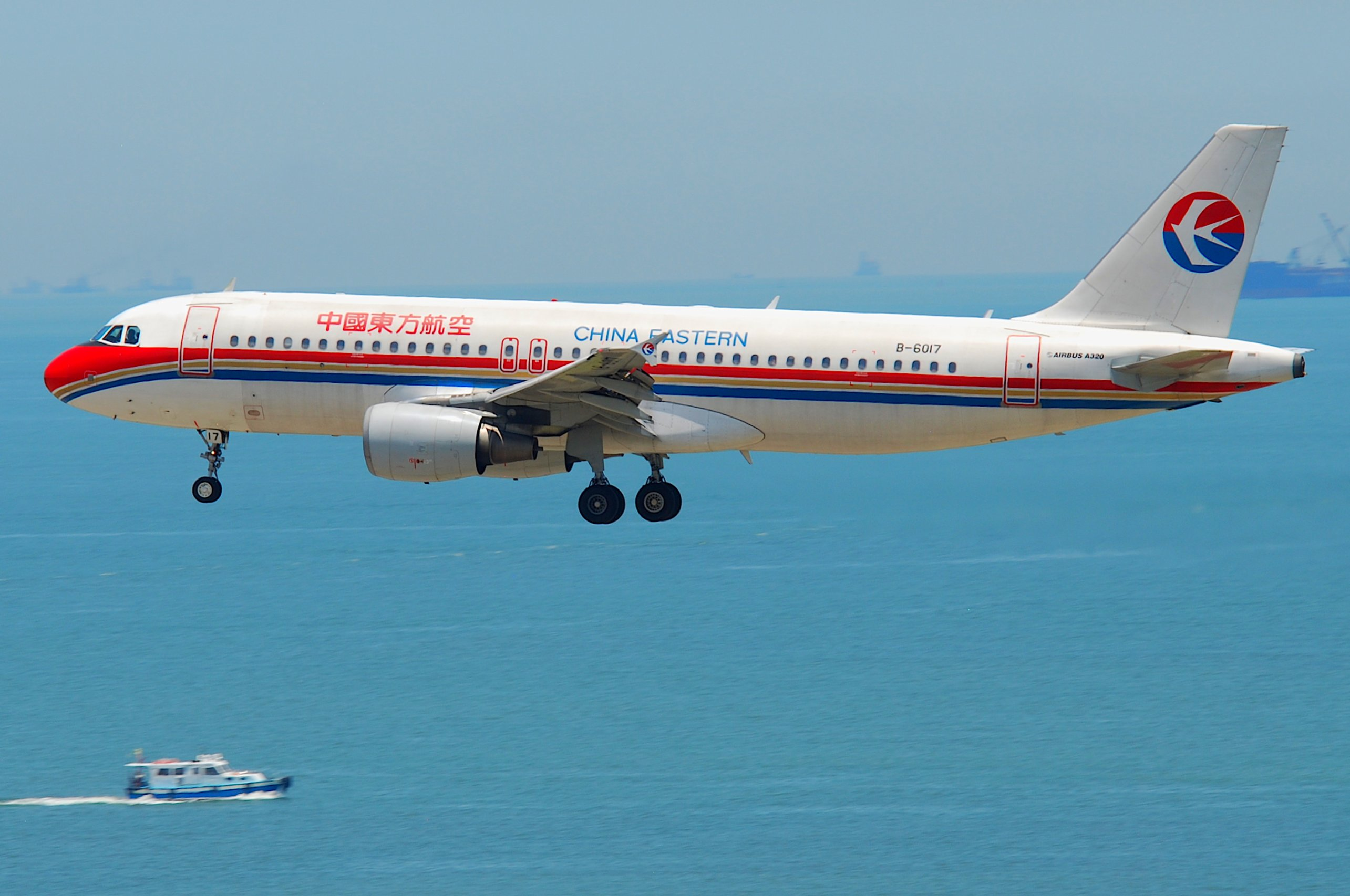
Разбившийся самолёт в 2011 году (в период эксплуатации в China Eastern Airlines)

Airbus A320-214 (регистрационный номер AP-BLD, серийный 2274) был выпущен в 2004 году (первый полёт совершил 17 августа под тестовым б/н F-WWIJ). 17 сентября того же года был передан авиакомпании China Eastern Airlines, в которой получил бортовой номер B-6017. 30 октября 2014 года был передан в лизинг авиакомпании Pakistan International Airlines (PIA), и его б/н сменился на AP-BLD. Оснащён двумя турбовентиляторными двигателями CFM International CFM56-5B4/P. На день катастрофы совершил 25 866 циклов «взлёт-посадка» и налетал 47 124 часа.

## Экипаж и пассажиры
- Командир воздушного судна — Саджад Гуль (англ. Sajjad Gul).
- Второй пилот — Усман Азам (англ. Usman Azam).

В салоне самолёта работали 6 бортпроводников.
| Гражданство | Пассажиры | Экипаж | Всего |
| ----------- | --------- | ------ | ----- |
| Пакистан    | 90        | 8      | 98    |
| США         | 1         | 0      | 1     |
| Итого       | 91        | 8      | 99    |

Среди пассажиров на борту самолёта находилась пакистанская фотомодель и актриса Зара Абид.

## Хронология событий
Рейс PK-8303 вылетел из Лахора в 13:10 и, согласно плану, должен был приземлиться в Карачи в 14:30, но перед посадкой ушёл на второй круг из-за не выпустившихся шасси. Незадолго перед второй попыткой приземления в аэропорту Карачи лайнер рухнул на жилые районы. В переговорах пилотов и авиадиспетчера незадолго до катастрофы упоминается об отказе двигателей.
Свидетели сообщают о том, что самолёт полностью затих, находясь в воздухе. Диаграмма высоты, представленная Flightradar24, демонстрирует снижение рейса 8303 до уровня земли перед уходом на второй круг. На фотографиях лайнера, сделанных любителями авиации Пакистана после его ухода на второй круг, видны прогоревшие гондолы двигателей и выпущенная ААТ.
Министр здравоохранения Пакистана перевёл пакистанские больницы в режим чрезвычайного положения, премьер-министр Пакистана Имран Хан и главный маршал авиации Сохаил Аман направили на место катастрофы службы спасения. Также Имран Хан объявил о начале расследования причин катастрофы.
Хотя ранних сообщений о жертвах не поступало, президент Пакистана Ариф Алви выразил соболезнования «семьям погибших», также сообщалось о выживших (среди пассажиров рейса 8303 был президент Банка Пенджаба Зафар Масуд, и его семья впоследствии подтвердила, что он выжил).
Несколько позднее BBC заявила, что выживших в катастрофе нет, такое же заявление сделал мэр Карачи. Однако по данным на 30 мая 2020 года известно, что двое людей выжило.
Также BBC сообщила, что Пакистан открыл воздушное пространство (ранее закрытое из-за пандемии COVID-19) лишь несколькими днями ранее (16 мая).

## Расследование
Через несколько часов после катастрофы был найден первый бортовой самописец упавшего авиалайнера.
24 мая специальная комиссия по расследованию причин крушения Airbus A320 возле аэропорта Карачи завершит расследование в течение трёх месяцев, заявил министр авиации Пакистана Гулам Сарвар Хан. По словам министра, семьи погибших получат компенсацию около 6 тыс. долларов США, а выжившие — по 3 тыс. долларов США. «Если выяснится, что генеральный директор PIA проявил халатность, он уйдет в отставку. Если выяснится, что мы проявили халатность, то мы не только уйдем в отставку, но и предстанем перед судом,— приводит слова министра газета Dawn. — Кто бы ни был ответственен, они будут уволены».
24 июня был написан первый отчёт. По предварительным данным, в катастрофе виноваты пилоты и диспетчер аэропорта, не следовавшие установленным процедурам. Отчёт о расследовании причин катастрофы 24 июня представил в Национальной ассамблее Пакистана министр авиации страны Гулам Сарвар Хан.
В документе говорится, что самолёт был полностью исправен. При первой попытке приземления он не выпустил шасси и трижды коснулся взлётно-посадочной полосы, что привело к повреждению обоих его двигателей.
«И пилоты, и диспетчеры не соблюдали протокол. Пилот проигнорировал указания авиадиспетчеров, а они, с другой стороны, не проинформировали пилота о столкновении двигателей с землей», — сказал Хан. Министр также сообщил, что речевой самописец работал до последней секунды и записал все переговоры в кабине экипажа (он был расшифрован в начале июня во Франции).
Прослушав запись, эксперты поняли, что пилоты не обратили внимания на предупреждение диспетчеров о высоте полёта, заявив, что самолет будет «управляться». Кроме того, рассказал Хан, оба пилота обсуждали ситуацию с распространением COVID-19, который затронул их семьи, и не были сосредоточены на управлении лайнером, что в итоге привело к катастрофе. Ответственность несут также бортпроводники и авиадиспетчеры, добавил министр.
Как ожидается, полный отчёт о расследовании причин катастрофы будет представлен в 2021 году.

### Комментарии
1. ↑  Пакистан закрыл воздушное пространство 29 марта. Международные полёты должны были возобновиться не ранее 1 июня